# مدووی ویزد
مدووی ویزد (به چکی: Medový Újezd) یک منطقهٔ مسکونی در جمهوری چک است که در ناحیه روکیتسانی واقع شده‌است. مدووی ویزد ۱۳٫۳ کیلومتر مربع مساحت و ۲۳۳ نفر جمعیت دارد و ۴۵۱ متر بالاتر از سطح دریا واقع شده‌است.